# Финансовый советник
Финансовый советник — одна из профессий в сфере финансов, перечень обязанностей которой неограничен. К категории финансовых советников можно причислить брокеров, инвестиционных советников, финансовых бухгалтеров, финансовых адвокатов, финансовых страховых агентов, финансовых аналитиков и всех тех кто даёт совет (платно или бесплатно) относительно финансового планирования.

## Характеристика
Обычно под финансовым советником понимается лицо оказывающее консалтинговые услуги в сфере финансового планирования, как корпоративного, так и индивидуального. Финансовый совет может включать в себя оценочную деятельность, финансовый, инвестиционный и управленческий консалтинг исходя из уровня толерантности риска своего клиента и размера его капиталовложений. Советник старается выстроить со своими клиентами стабильные взаимоотношения, которые, как правило, ориентируются на долгосрочное финансовое планирование. В секторе индивидуальных финансовых услуг в западных странах услуги финансовых советников популярны у представителей, имеющий доход несколько выше или значительно выше среднего по стране уровня, обычно с целью заранее накопить достаточное количество средств для обеспечения себе достойной жизни в старости и/или после выхода на пенсию. Во многих странах мира профессия финансового советника имеет свою специфику (например, независимый финансовый советник или (НФС) в Великобритании и других странах Британского Содружества) и её деятельность регулируется законодательством. Для достижения большей эффективности труда финансовые советники редко оперируют поодиночке и обычно объединяются в гильдии, представляющие собой крупные финансовые конторы (Morgan Stanley, Janney Montgomery), часто привязанные к банкам.

## Поэтапные аспекты деятельности финансового аналитика
На начальном этапе построения взаимоотношений с клиентом финансовый аналитик должен досконально изучить индивидуальные ситуации, профиль, портфель, текущее состояние, исходное финансовое состояние, приоритеты и цели и пожелания клиента, как в кратко-, так и в долгосрочной перспективе. Чем шире доступ финансового аналитика к контексту, тем выше вероятность того что его советы будут максимально качественны и полезны. Часто именно в процессе консультации человек осознает различные альтернативные возможности. Впрочем, далеко не всегда клиенты хотят бы полностью открытыми относительно своей текущей или желаемой финансовой ситуации с советником.
Далее ведутся активный поиск и проектирование вариантов финансового решения для достижения поставленных целей и задач (они могут быть узкоориентированными, более комплексными, кратко-, средне- или долгосрочными). Часто советы финансового аналитика представляют собой целые цепочки действий, неограниченных одними только финансовыми инструментами, а содержащих, кроме них также различные социальные и юридические аспекты (подключение поручителей, изменение прав собственности, обеспечение безопасности сделок, страховка, хеджирование).
Советник часто даёт рекомендации в отношении приобретении или же сбыта тех или иных финансовых продуктов с целью оптимизации финансового будущего или настоящего клиента с позиций кредита, инвестиций и страховок. Понимание финансового контекста клиента и соотношения продуктов в его портфеле в данном случае играет ключевую роль. Он также оценивает имеющееся пространство для манёвра и критичность возможных отклонений от курса. Советник также параллельно должен следить за всеми условиями и потоками информацией на текущем рынке ценных бумаг, что весьма затруднительно в условиях современного переизбытка информации как с самого рынка, так и из различных СМИ. В-третьих, он также должен ознакомиться с особенностью кредитной и страховой политики разных стран, интересующих клиента, а также часто и конкретных финучреждений. К примеру, в Европе и Америке скидка по ставке для заемщиков класса «А» может достигать 4 %.
Также финансовый советник часто должен заниматься решением организационных вопросов в процессе реализации данных им рекомендаций и организации взаимодействия с финансовыми учреждениями и третьими лицами.

## Компенсация
Финансовый аналитик является одной из так называемых постидустриальных профессий. Свои услуги он, как правило, оказывает за плату или за комиссионные, структурируемые одним из следующих образов:
- почасовая оплата труда;
- годовая ставка за обслуживание индивидуального портфеля;
- комиссия за каждую транзакцию;
- процентная комиссия от суммы вклада, транзакции или портфеля;
- разного рода наценки

## Выгоды и недостатки с позиции вкладчиков
В мировой финансовой науке достаточно долгое ведутся споры о целесообразности пользования индивидуальными вкладчиками услуг финансовых аналитиков вообще и независимых финансовых советников в частности. Как класс, портфели, управляемые финансовыми советниками не получают статистически значимые лучшие результаты чем пассивное инвестирование в текущий рынок ценных бумаг. Если учесть то что за их услуги нужно платить, то портфели, управляемые финансовыми советниками, приносят даже несколько меньшую прибыль своим вкладчикам. Впрочем, моральную поддержку финансовых аналитиков, а также упущенную выгоду вкладчиков, которые получают больше свободного времени и могут потратить его на что-то другое (упущенная выгода) трудно оценить в денежном эквиваленте в каждом индивидуальном случае. Наличие интернет-форумов позволяют современным клиентам повысить уровень прозрачности деятельности финансовых советников и взглянуть более объективно на качество их услуг. К примеру, финансовые советники крупных финансовых контор иногда обвиняются в желании работать в угоду не клиентам, а руководству контор, которые требуют от советников постоянного рекрутирования определённого количества клиентов, совершения определённого количества транзакций с каждого портфеля с целью получения комиссии, или чрезмерного увлечения взаимными фондами по той же причине.